# Silene marizii
Silene marizii là loài thực vật có hoa thuộc họ Cẩm chướng. Loài này được Samp. miêu tả khoa học đầu tiên năm 1909.